# GQM-163 Coyote

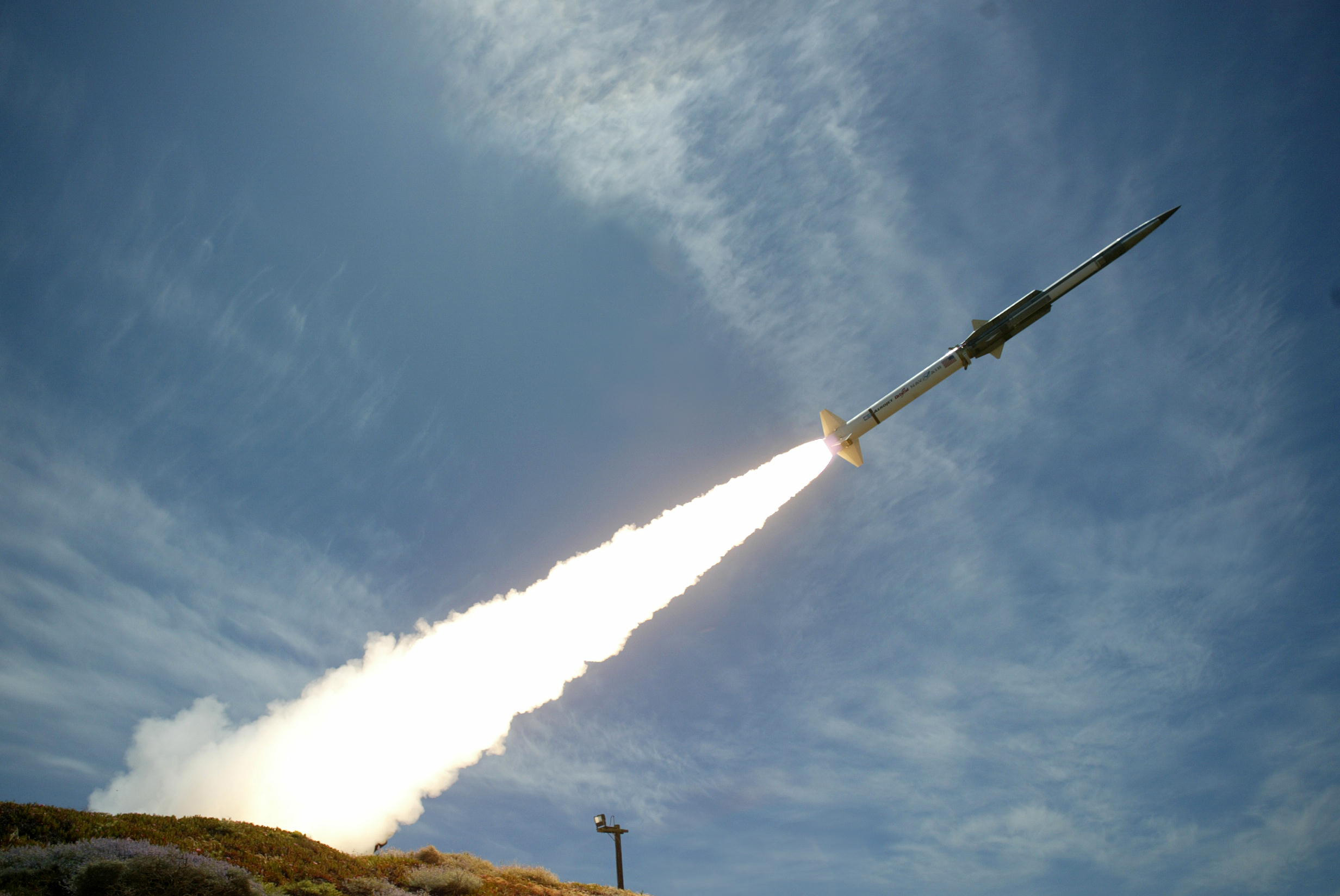
GQM-163 Coyote

GQM-163 Coyote je nadzvuková řízená střela sloužící jako cvičný cíl. Střelu vyvinula společnost Orbital Sciences (nyní Orbital ATK) jako náhradu za starší typ MQM-8G Vandal, které byly konverzí ze služby vyřazených střel RIM-8 Talos. Uživateli tohoto typu jsou námořnictvo Spojených států amerických, francouzské námořnictvo, australské královské námořnictvo a japonské námořní síly sebeobrany.
Kontrakt na vývoj střely byl zadán roku 2000. První úspěšný test střely proběhl v dubnu 2012 u francouzského pobřeží. Během testu střelu Coyote zničila řízená střela Aster 30 vypuštěná francouzskou fregatou Forbin. V srpnu 2015 byla americkému námořnictvu dodána stá vyrobená střela Coyote.